# Алексеев, Николай Фёдорович (учёный)
Николай Фёдорович Алексеев (27.02.1910 — 12.03.1984) — советский учёный в области электронных приборов и радиотехники, один из создателей многорезонаторного магнетрона (магнетрон Алексеева — Малярова). Конструктор вооружений.

## Биография
В 1931 г. окончил физико-механический факультет Ленинградского политехнического институт.
Работал в ЛЭФИ, затем в НИИ-9. С июня 1940 г. заместитель начальника, с 1941 г. — начальник лаборатории.
Один из создателей многорезонаторного магнетрона (1935—1937, совместно с Д. Е. Маляровым в лаборатории М. А. Бонч-Бруевича в НИИ-9).
Совместно с Д. Е. Маляровым разработал прибор опознания самолётов «свой-чужой» (1941), серийный образец которого (СЧ-3) принят на вооружение ВВС Красной Армии в 1944 году.
С 1946 по апрель 1947 г. в командировке в Германии в составе комиссии по радиолокации.
С 1947 года на научно-педагогической работе в МАИ : старший преподаватель кафедры «Радиолокация», с 1948 по 1984 год — доцент кафедры «Теоретическая радиотехника». С 1950 по 1954 год — декан факультета «Радиоэлектроника летательных аппаратов» (до 1952 года — по совместительству).
В 1962—1964 годах преподавал в Мадрасском технологическом институте (Индия).

## Награды и звания
Кандидат технических наук (1955, тема диссертации — «Исследование процесса установлений колебаний в автогенераторе дециметрового диапазона волн»), доцент (1950).
Награждён орденом Красной Звезды (1944) и 6 медалями.